# جيسي بي. ثاير
جيسي بي. ثاير (بالإنجليزية: Jesse B. Thayer)‏ هو سياسي أمريكي، ولد في 1845. انتخب عضو جمعية ولاية ويسكونسن.